# Блажко, Анастасия Платоновна
Анастасия Платоновна Блажко (Почтарёва) (1925—2012) — советский передовик производства в сельском хозяйстве. Герой Социалистического Труда (1949).

## Биография
Родилась 2 мая 1925 года в селе Мачиха (ныне — в Киквидзенском районе Волгоградской области) в семье знатного портного.
В 1933 году пошла в сельскую школу, вскоре семья А. П. Почтарёвой переехала в селение колхоза «Заря Коммуны» Кизлярского района Дагестанской АССР.
После окончания семи классов местной школы А. П. Почтарёва начала трудовую деятельность в 1940 году рабочей в виноградарской бригаде колхоза «Вперёд» Кизлярского района.
С 1941 года, в начальный период Великой Отечественной войны А. П. Почтарёва участвовала в строительстве участка железной дороги Кизляр — Астрахань, в последующем трудилась в колхозе «Вперёд» Кизлярского района — выращивала фрукты и овощи для нужд действующей армии.
С 1945 года, после окончания войны А. П. Почтарёва возглавила звено виноградарей, которое по итогам работы в 1948 году получило урожай винограда 175,2 центнера с гектара на площади 3,2 гектара поливных виноградников.
17 сентября 1949 года Указом Президиума Верховного Совета СССР «за получение высоких урожаев винограда» Анастасия Платоновна Почтарёва была удостоена звания Героя Социалистического Труда с вручением Ордена Ленина и золотой медали «Серп и Молот».
Тем же Указом Президиума Верховного Совета СССР, звания Героя Социалистического Труда были удостоены ещё шестеро звеньевых колхоза «Вперёд», суммарно получивших урожай винограда на 22,7 гектарах поливных виноградников из 173 гектаров колхозных виноградников.
А. П. Блажко работала в колхозе «Вперёд» до выхода на пенсию в 1970 году.
В 1986 году она переехала к дочери в посёлок Светлый Яр Волгоградской области. Скончалась 29 декабря 2012 года в посёлке Светлый Яр.

## Награды
- Медаль «Серп и Молот» (17.09.1949)
- Орден Ленина (17.09.1949)